# Avundstjärnen, Jämtland
Avundstjärnen är en sjö i Åre kommun i Jämtland och ingår i Indalsälvens huvudavrinningsområde. Sjön har en area på 0,238 kvadratkilometer och ligger 550,3 meter över havet. Avundstjärnen ligger i Skäckerfjällen Natura 2000-område. Sjön avvattnas av vattendraget Baksjöån.

## Delavrinningsområde
Avundstjärnen ingår i det delavrinningsområde (707408-134269) som SMHI kallar för Utloppet av Avundstjärnen. Medelhöjden är 615 meter över havet och ytan är 2,28 kvadratkilometer. Räknas de 3 avrinningsområdena uppströms in blir den ackumulerade arean 11,65 kvadratkilometer. Baksjöån som avvattnar avrinningsområdet har biflödesordning 3, vilket innebär att vattnet flödar genom totalt 3 vattendrag innan det når havet efter 360 kilometer. Avrinningsområdet består mestadels av skog (24 procent) och kalfjäll (66 procent). Avrinningsområdet har 0,24 kvadratkilometer vattenytor vilket ger det en sjöprocent på 10,4 procent.